# Zlatá liga 2000
Zlatá liga 2001 – 3. edice cyklu lehkoatletických mítinku Zlatá liga se uskutečnila od 23. června do 1. září roku 2000. Pro atlety a atletky, kteří zvítězili ve všech šesti závodech, byla vypsána prémie 1 milionu dolarů. V pěti závodech to dokázali: Maurice Greene, Hišám Al-Karúdž, Taťjana Kotovová, Gail Deversová a Trine Hattestadová.

## Mítinky Zlaté ligy
| Data         | Mítink               | Stadion                 | Město               | Stát      |
| ------------ | -------------------- | ----------------------- | ------------------- | --------- |
| 23. červen   | Meeting de Paris     | Stade de France         | Saint-Denis         | Francie   |
| 30. červen   | Golden Gala          | Stadio Olimpico         | Řím                 | Itálie    |
| 28. červenec | Bislett Games        | Bislett Stadion         | Oslo                | Norsko    |
| 11. srpen    | Weltklasse Zürich    | Letzigrund              | Curych              | Švýcarsko |
| 18. srpen    | Meeting Herculis     | Stade Louis II.         | Fontvieille, Monako | Monako    |
| 25. srpen    | Memoriál Van Dammeho | Stadion krále Baudouina | Brusel              | Belgie    |
| 1. září      | ISTAF                | Olympiastadion Berlín   | Berlín              | Německo   |

## Výsledky
| Disciplína     | Francie             | Itálie             | Norsko              | Švýcarsko            | Monako             | Belgie             | Německo            |
| -------------- | ------------------- | ------------------ | ------------------- | -------------------- | ------------------ | ------------------ | ------------------ |
| Muži           |                     |                    |                     |                      |                    |                    |                    |
| 100 m          | Brian Lewis         | Maurice Greene     | Ato Boldon          | Maurice Greene       | Maurice Greene     | Maurice Greene     | Maurice Greene     |
| 200 m          | —                   | Maurice Greene     | Ato Boldon          | —                    | —                  | Ato Boldon         | —                  |
| 400 m          | —                   | —                  | —                   | Hendrik Mokganyetsi  | —                  | Michael Johnson    | Michael Johnson    |
| 800 m          | Djabir Saïd-Guerni  | Djabir Saïd-Guerni | Noah Ngeny          | André Bucher         | Djabir Saïd-Guerni | Djabir Saïd-Guerni | —                  |
| 1500 m 1 mile  | Hišám Al-Karúdž     | Noah Ngeny         | Hišám Al-Karúdž     | Hišám Al-Karúdž      | William Chirchir   | Hišám Al-Karúdž    | Hišám Al-Karúdž    |
| 3000 m 5000 m  | Ali Saïdi-Sief      | Ali Saïdi-Sief     | Sammy Kipketer      | Haile Gebrselassie   | Ali Saïdi-Sief     | Brahim Lahlafi     | Ali Saïdi-Sief     |
| 10 000 m       | —                   | —                  | —                   | —                    | —                  | Paul Tergat        | —                  |
| 3000 m s'chase | Ali Ezzine          | Brahim Boulami     | —                   | Wilson Boit Kipketer | Bernard Barmasai   | —                  | —                  |
| 110 m překážek | —                   | Allen Johnson      | —                   | Allen Johnson        | Anier García       | Dominique Arnold   | Terrence Trammell  |
| 400 m překážek | Llewellyn Herbert   | Eric Thomas        | Eric Thomas         | Angelo Taylor        | Llewellyn Herbert  | Llewellyn Herbert  | Angelo Taylor      |
| Skok o tyči    | Maxim Tarasov       | Maxim Tarasov      | Jean Galfione       | Danny Ecker          | Michael Stolle     | Danny Ecker        | Jeff Hartwig       |
| Skok vysoký    | Sergej Kljugin      | Vjačeslav Voronin  | Vjačeslav Voronin   | Charles Austin       | Javier Sotomayor   | Charles Austin     | Mark Boswell       |
| Trojskok       | —                   | Rostislav Dimitrov | —                   | Jonathan Edwards     | —                  | —                  | Charles Friedek    |
| Vrh koulí      | John Godina         | C.J. Hunter        | Adam Nelson         | Adam Nelson          | Yuriy Bilonoh      | Adam Nelson        | Adam Nelson        |
| Hod diskem     | —                   | —                  | —                   | Virgilijus Alekna    | —                  | Virgilijus Alekna  | Lars Riedel        |
| Hod oštěpem    | —                   | —                  | Jan Železný         | —                    | —                  | —                  | —                  |
|                |                     |                    |                     |                      |                    |                    |                    |
| Disciplína     | Francie             | Itálie             | Norsko              | Švýcarsko            | Monako             | Belgie             | Německo            |
| Ženy           |                     |                    |                     |                      |                    |                    |                    |
| 100 m          | Žanna Pintusevyčová | Marion Jonesová    | Žanna Pintusevyčová | Marion Jonesová      | Inger Millerová    | Marion Jonesová    | Sevatheda Fynes    |
| 200 m          | Cathy Freemanová    | —                  | —                   | —                    | —                  | —                  | —                  |
| 400 m          | —                   | —                  | Cathy Freemanová    | —                    | Cathy Freemanová   | Cathy Freemanová   | —                  |
| 800 m          | Sandra Stals        | —                  | —                   | Maria Mutolaová      | —                  | Maria Mutolaová    | —                  |
| 1500 m         | Kutre Dulechaová    | Kutre Dulechaová   | Suzy Favor-Hamilton | Lidia Chojecká       | Violeta Szekely    | Carla Sacramentová | Violeta Szekely    |
| 3000 m 5000 m  | Lidia Chojecká      | —                  | —                   | Gabriela Szabóová    | Lydia Cheromei     | —                  | Leah Malot         |
| 100 m překážek | Olga Šišiginová     | Gail Deversová     | Gail Deversová      | Gail Deversová       | Gail Deversová     | Gail Deversová     | Glory Alozieová    |
| 400 m překážek | Deon Hemmingsová    | Nezha Bidouaneová  | —                   | —                    | Irina Privalovová  | —                  | —                  |
| Skok vysoký    | —                   | Inga Babakovová    | —                   | —                    | —                  | —                  | —                  |
| Skok daleký    | Taťjana Kotovová    | Taťjana Kotovová   | Taťjana Kotovová    | Marion Jonesová      | Erica Johanssonová | Taťjana Kotovová   | Taťjana Kotovová   |
| Hod oštěpem    | Taťána Šikolenková  | Trine Hattestadová | Trine Hattestadová  | Trine Hattestadová   | Taťána Šikolenková | Trine Hattestadová | Trine Hattestadová |